# ماري كاي بلايس
ماري كاي بلايس (بالإنجليزية: Mary Kay Place)‏ هي ممثلة ومخرجة ومغنية ومخرجة وكاتبة سيناريو أمريكية ولدت في يوم 23 سبتمبر 1947 في مدينة تولسا في ولاية أوكلاهوما في الولايات المتحدة، مثلت دور لوريتا هاجرس في مسلسل ماري هارتمان ماري هارتمان في سنة 1977 فازت عندها بجائزة إيمي كأفضل ممثلة كوميدية مساعدة، في السينما مثلت في فيلم بنجامين القرصان في سنة 1980 وفيلم البرد الكبير في سنة 1983 وفيلم كابتن رون في سنة 1992 وفيلم صانع المطر في سنة 1997، كان لها تجربة أيضاً في غناء موسيقى الريف الأمريكية.

## روابط خارجية
- ماري كاي بلايس على موقع IMDb (الإنجليزية)
- ماري كاي بلايس على موقع ألو سيني (الفرنسية)
- ماري كاي بلايس على موقع أول موفي (الإنجليزية)
- ماري كاي بلايس على موقع قاعدة بيانات الأفلام السويدية (السويدية)
- ماري كاي بلايس على موقع إن إن دي بي (الإنجليزية)
- ماري كاي بلايس على موقع ديسكوغز (الإنجليزية)
- ماري كاي بلايس على موقع قاعدة بيانات الفيلم (الإنجليزية)
- ماري كاي بلايس على موقع كينوبويسك (الروسية)